# Andrea Lucchetta
Andrea Lucchetta est un joueur de volley-ball et un journaliste italien né le 25 novembre 1962 à Trévise. Il mesure 1,99 m et jouait central. Il totalise 292 sélections en équipe nationale d'Italie.

## Biographie
Le 2 juin 2010 il est fait Chevalier de l'ordre du Mérite de la République italienne.

## Clubs
| Club    | Pays   | De        | À         |
| ------- | ------ | --------- | --------- |
| Trévise | Italie | 1980-1981 | 1980-1981 |
| Modène  | Italie | 1981-1982 | 1989-1990 |
| Milan   | Italie | 1990-1991 | 1993-1994 |
| Cuneo   | Italie | 1994-1995 | 1996-1997 |
| Rome    | Italie | 1997-1998 | 1997-1998 |
| Modène  | Italie | 1998-1999 | 1999-2000 |

## Palmarès
- En club
  - Championnat d'Italie : 1989
  - Coppa Italia : 1985, 1996
  - Supercoppa Italia : 1996
  - Coupe des Coupes : 1997
  - Coupe de la CEV : 1996
  - Supercoupe d'Europe : 1996

- En équipe nationale d'Italie
  - Championnat du monde : 1990
  - Ligue mondiale : 1990, 1991, 1992
  - Championnat d'Europe : 1989